# Роберт Нобел
 Роберт Хјалмар Нобел (швед. Robert Hjalmar Nobel; 4. август 1829 — 7. август 1896) био је шведски бизнисмен, индустријалац и инвеститор. Био је оснивач Бранобела и пионир руске нафтне индустрије. 

## Биографија
Роберт Нобел је рођен у жупи Марије Магдалене у Стокхолму, у Шведској, као најстарији син Андриете Нобел и њеног супруга Имануела Нобела. Био је брат Емила Оскара Нобела, Лудвига Нобела и Алфреда Нобела.
Роберт Нобел је основао Бранобел, важну рану нафтну компанију која је контролисала значајну количину руске производње нафте. Године 1873. започео је посао у Бакуу у Азербејџану и почео да укључује свог брата Лудвига због раста компаније. Године 1876. купио је удео у рафинерији нафте у Бакуу. Године 1878, заједно са трећим братом Алфредом Нобелом, два брата су основала Naftabolaget Bröderna Nobel (Бранобел). 
Године 1880. Лудвиг је преузео посао јер је Робертово здравље било нарушено. Роберт се вратио у Шведску да тражи лек. Пријавио се у неколико приморских одмаралишта у јужној Европи пре него што се настанио у Гетау у општини Норчепинг током 1888. Умро је током 1896. године и сахрањен је на "Северном гробљу" (Norra begravningsplatsen) у Стокхолму. 

## Други извори
- Yergin, Daniel (1991). The Prize: The Epic Quest for Oil, Money & Power. Free Press. ISBN 0-671-79932-0.
- Tolf, Robert W. (1976). The Russian Rockefellers: The Saga of the Nobel Family and the Russian Oil Industry. Hoover Press. ISBN 0-8179-6581-5.